# Heliophanus vittatus
Heliophanus vittatus este o specie de păianjeni din genul Heliophanus, familia Salticidae, descrisă de Denis, 1958. Conform Catalogue of Life specia Heliophanus vittatus nu are subspecii cunoscute.